# Verrière en bulle

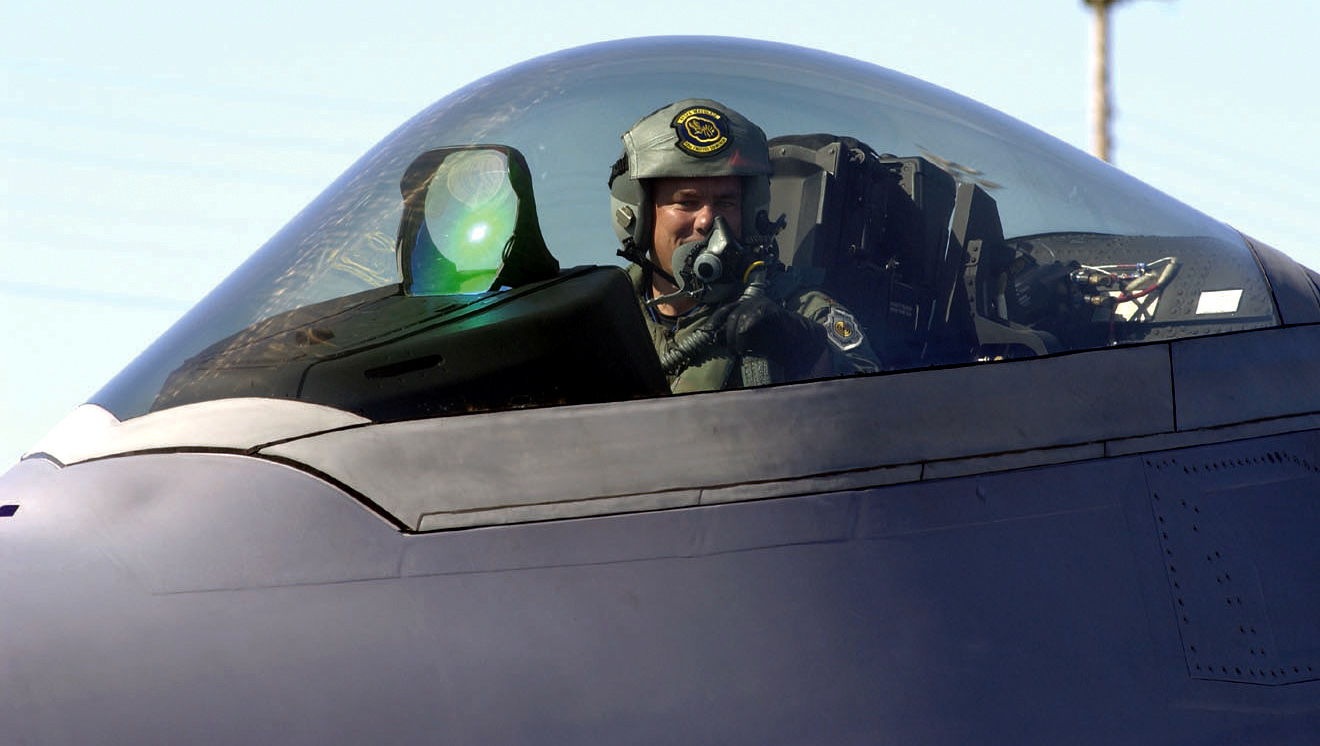
Verrière en bulle d'un Lockheed Martin F-22 Raptor.

Une verrière en bulle est une verrière d'avions qui limite la présence de montants métalliques afin d'offrir une vision quasi complète au pilote.
Après quelques ébauches de verrière de cette forme pendant la Première Guerre mondiale, elle se développe considérablement pendant la Seconde Guerre mondiale, la vue périphérique étant un avantage certain en combat aérien.
Après la guerre, cette forme devient la norme sur les avions à réaction ainsi que sur les avions dont la large vue est une fonctionnalité, notamment les avions de surveillance. Elle peut éventuellement être installée sur l'avion pour un autre observateur que le pilote, par exemple en dôme pour le radio-navigateur ou sur le dessous des avions de recherche en mer.

## Histoire
Au sein de la RAF, une verrière en bulle nommée (en) Malcolm Hood est expérimentée sur le Supermarine Spitfire en 1938, puis elle se généralise sur le Miles M.20 en 1940, le Hawker Typhoon en 1941 et le Hawker Tempest en 1944.
Cette forme est très rapidement adoptée sur les avions américains, en autre le P-51 Mustang et le P-47 Thunderbolt.
Au Japon, la verrière du Mitsubishi A6M est modifiée une première fois en 1938, puis en 1943 pour que l'appareil puisse accueillir un instructeur et un apprenti pilote. Le Nakajima Ki-43, le Nakajima Ki-84 bénéficient de la même forme de verrière en bulle.
Après la guerre, diverses formes sont utilisées. Des modèles d'avion avec deux bulles l'une dernière l'autre.

## Hélicoptères
La forme de bulle est très efficace sur les hélicoptères, ce qui fait que la majorité des verrières sont ainsi. Le premier hélicoptère équipé est le Bell 47, en 1946.

## Exemples

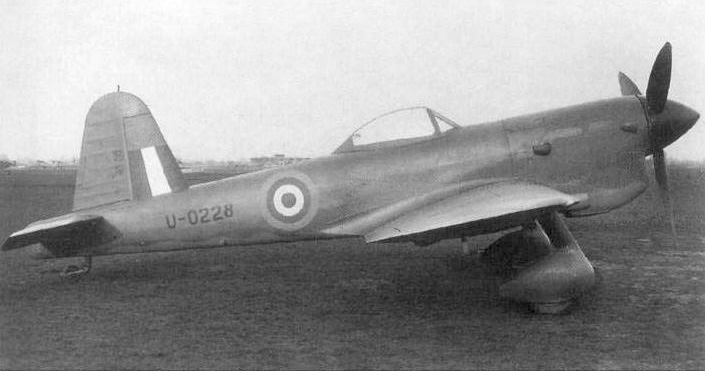
Miles M.20
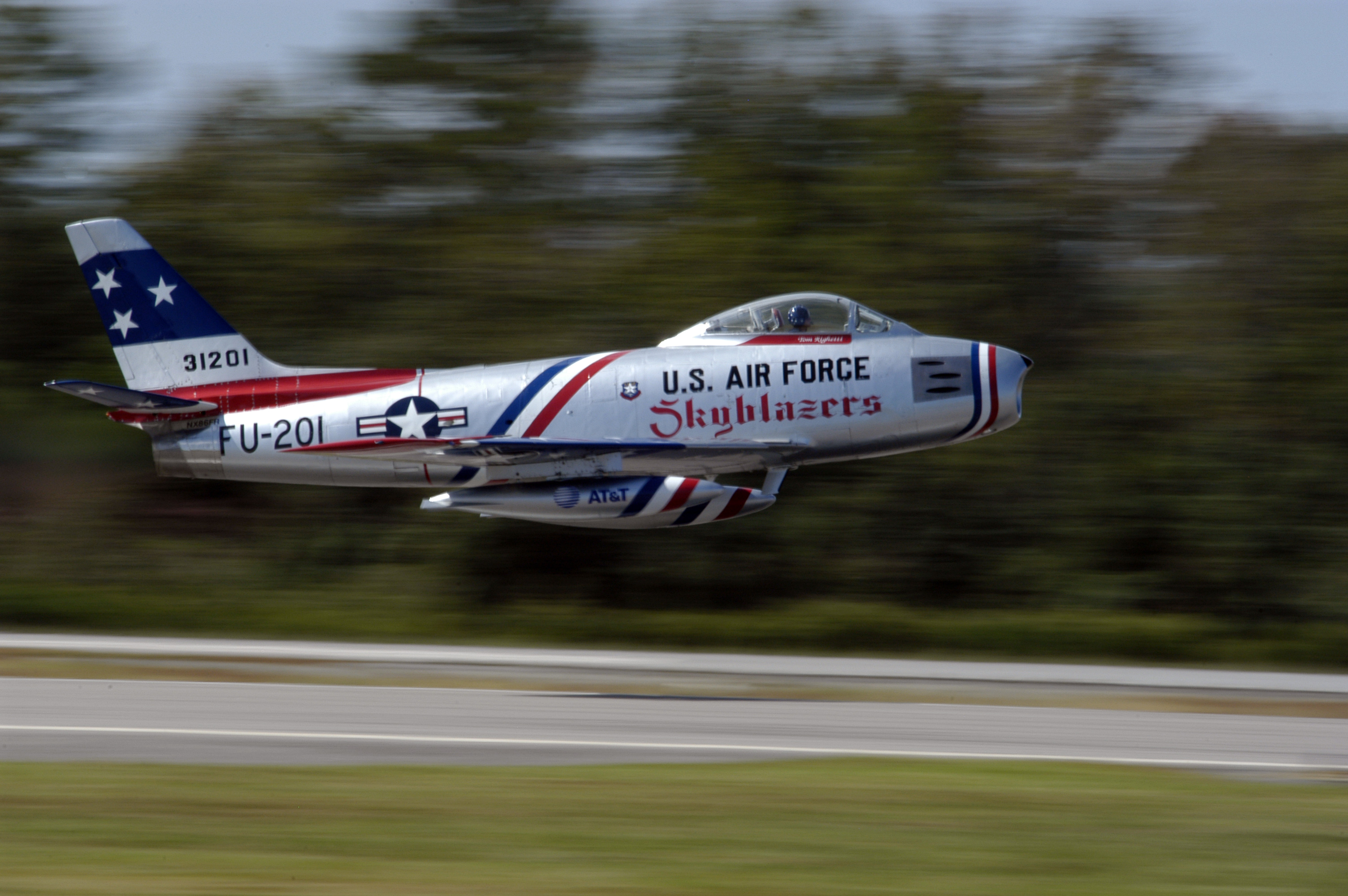
F-86 Sabre
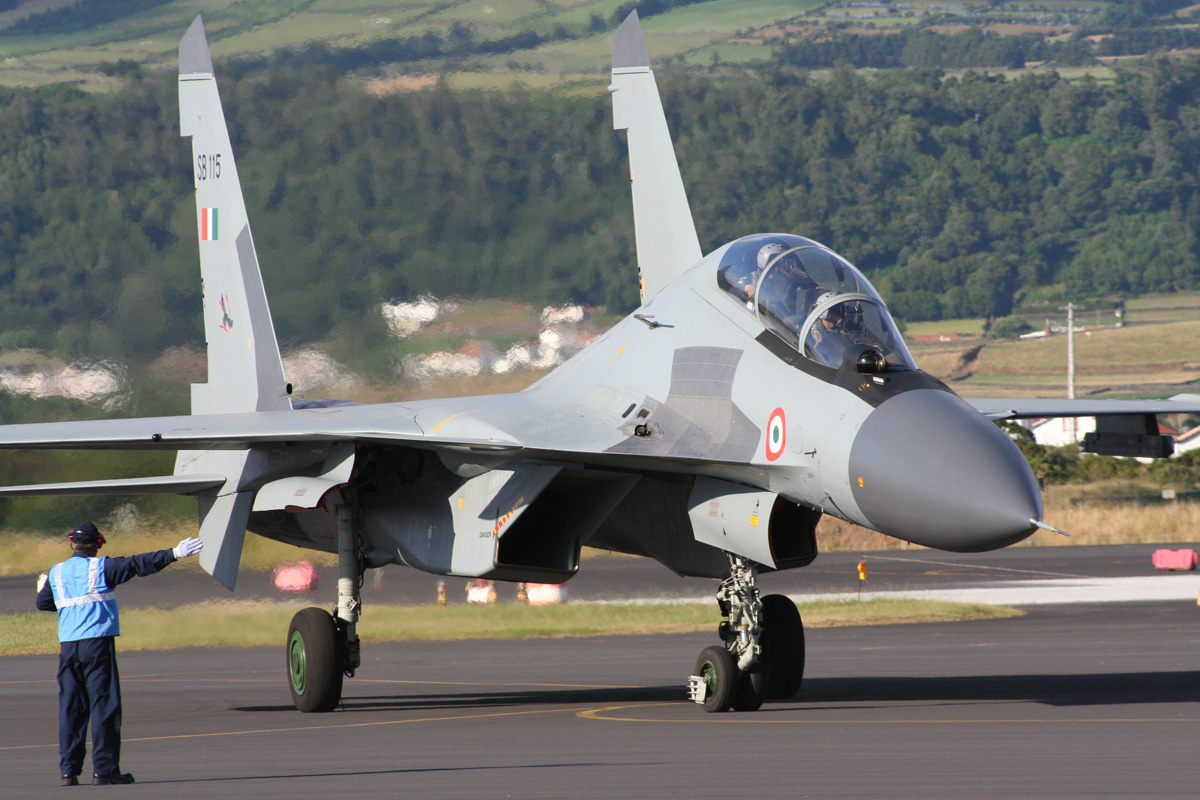
Verrière du Su-30 MKI
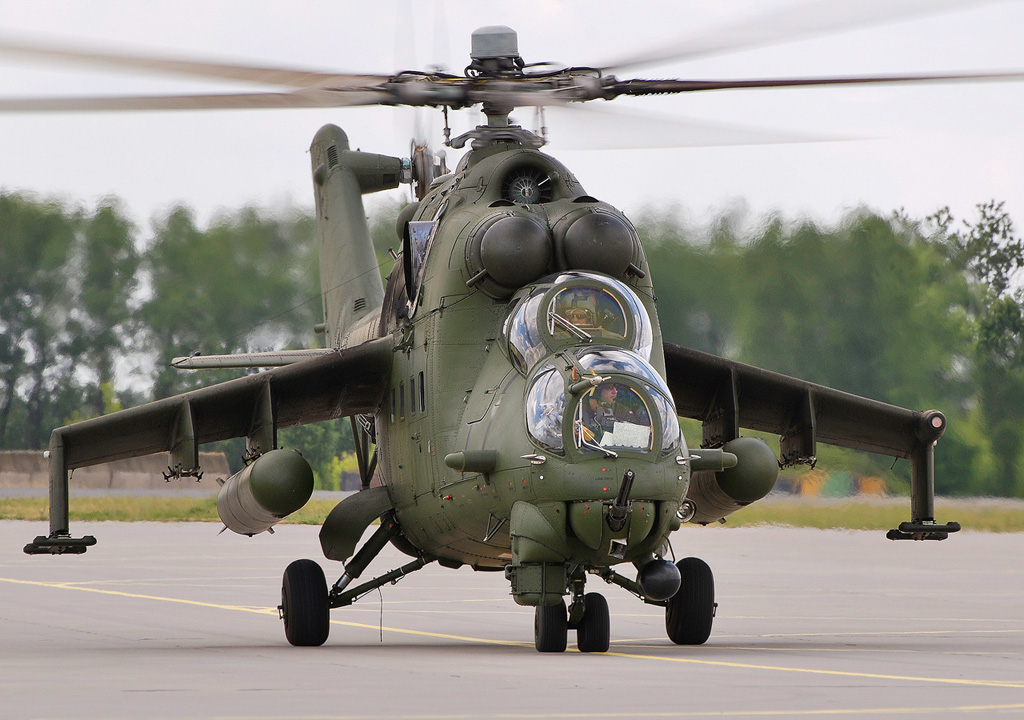
Double verrière en bulle l'une derrière l'autre du Mil Mi-24
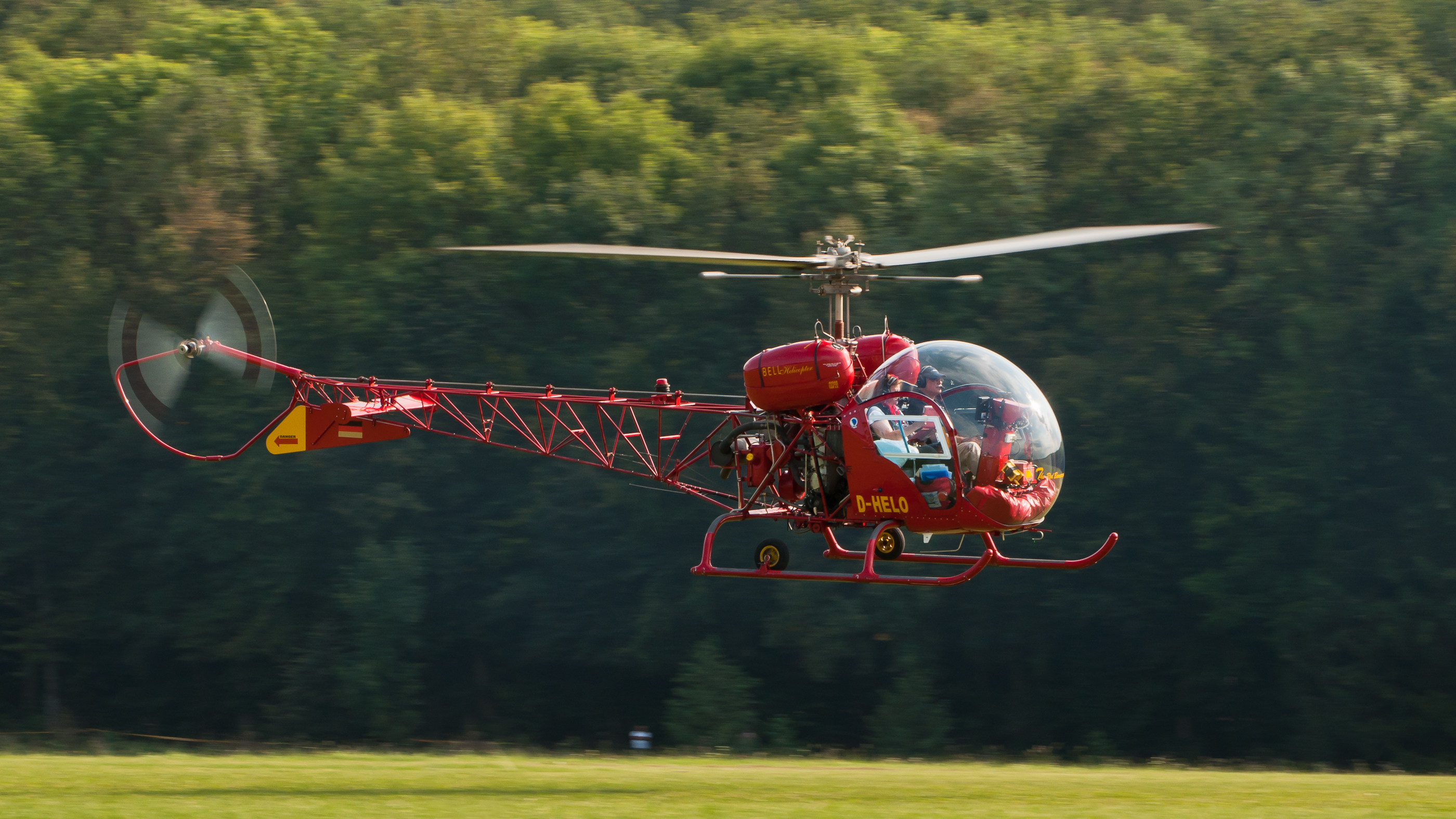
Bell 47G Verrière en bulle de savon, resté célèbre.
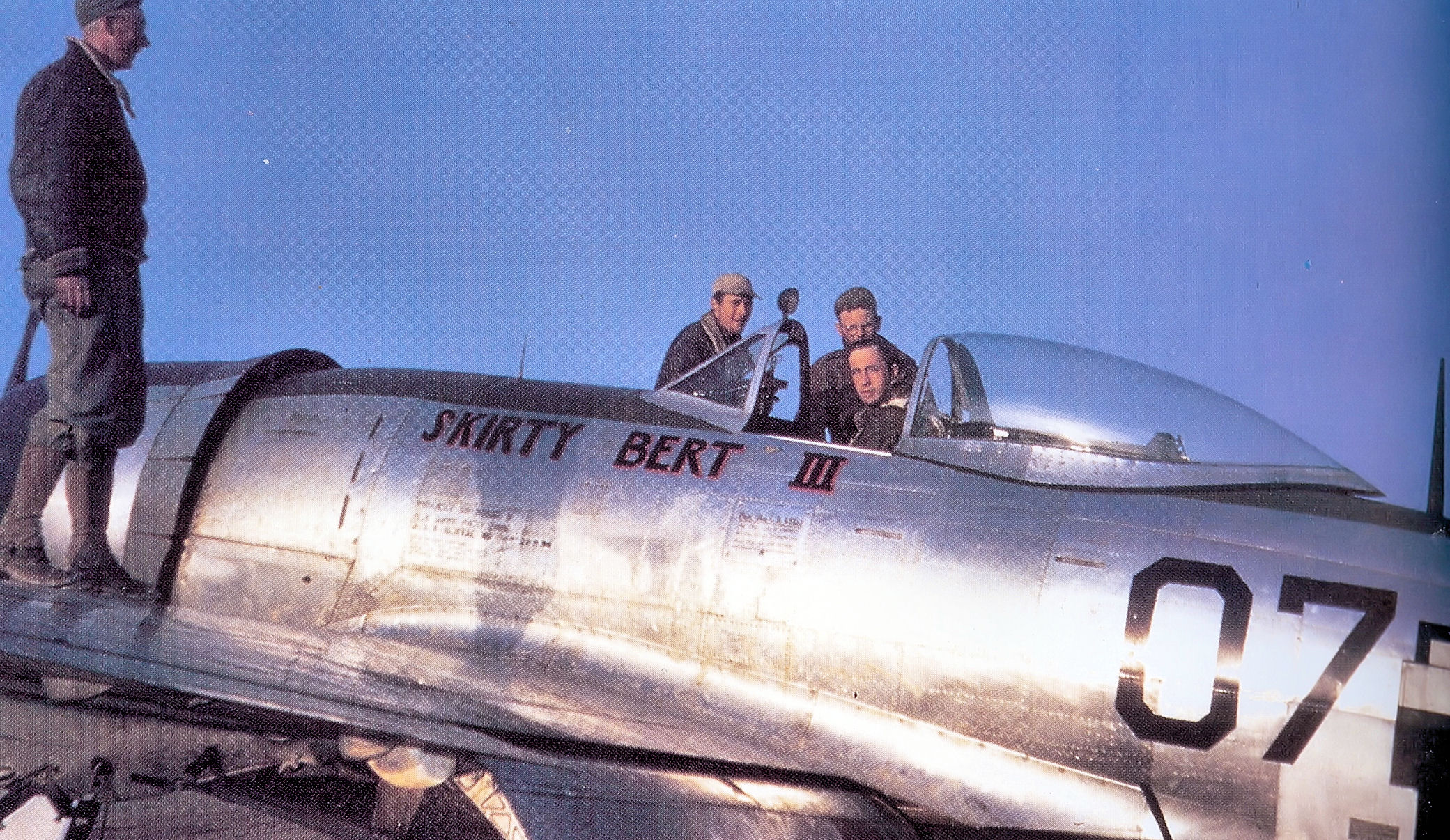
P-47 Thunderbolt
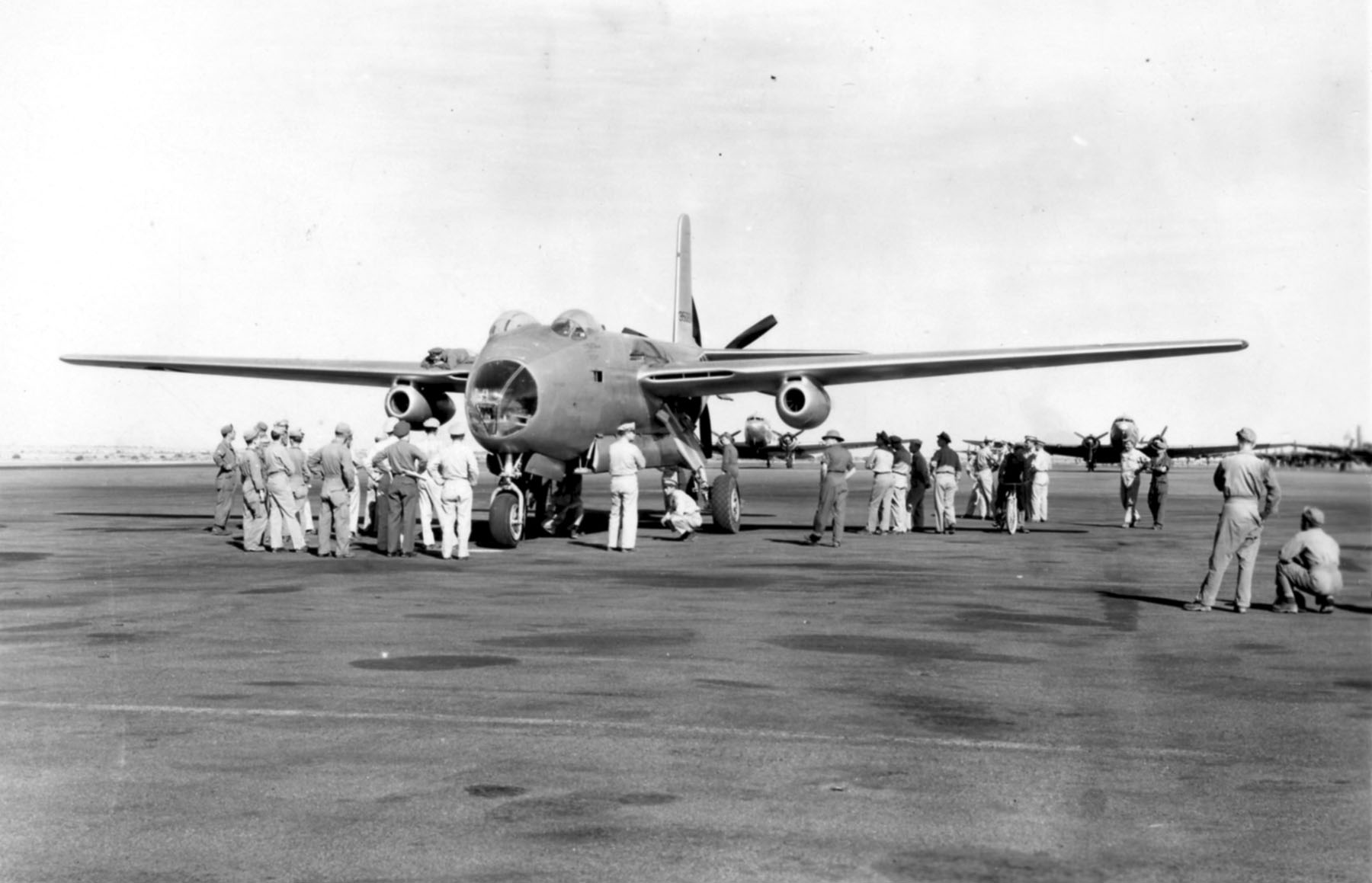
Double verrière en bulle l'une à côté de l'autre du XB-42A
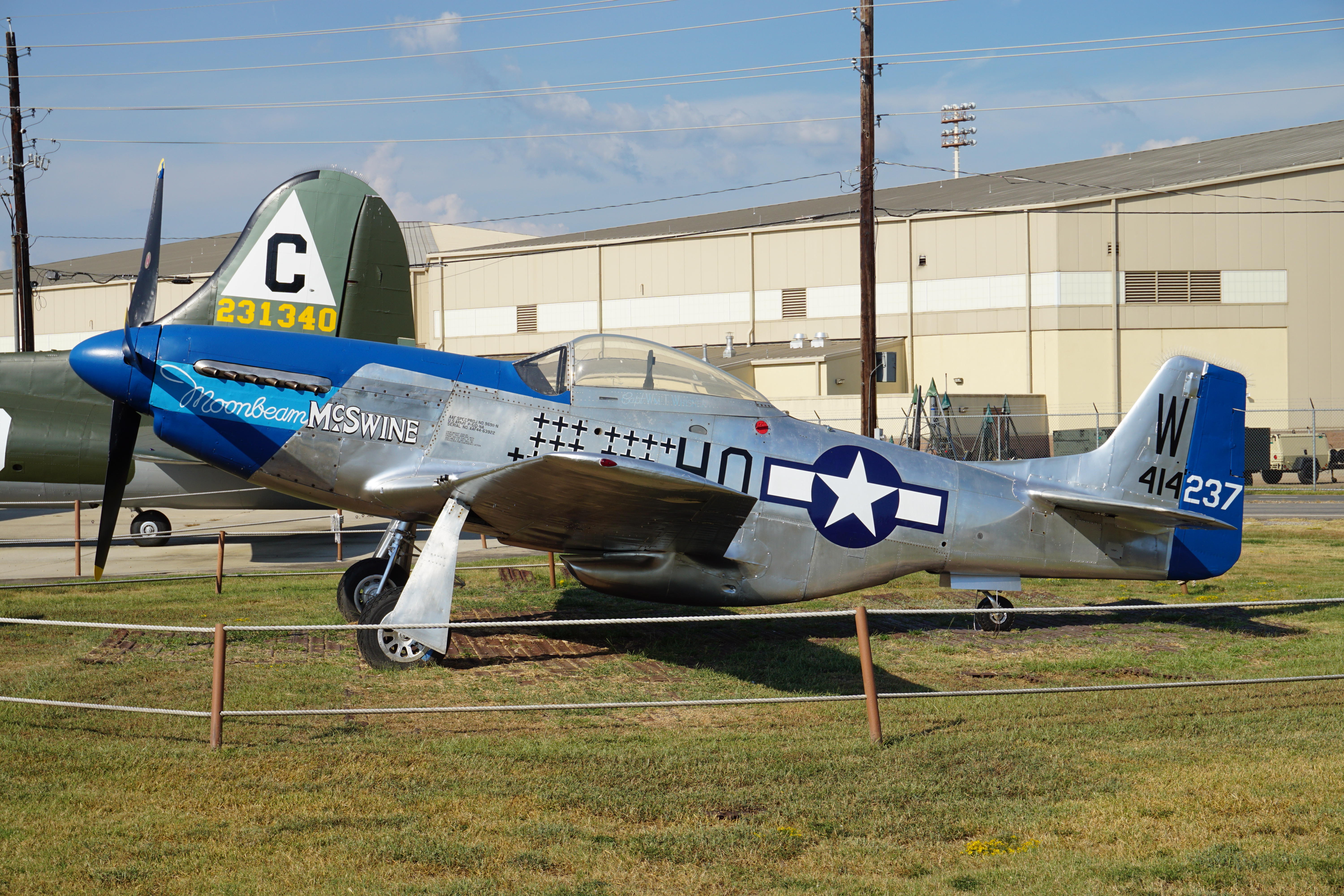
P-51 mustang